# Kristineberg (Malmö)
Kristineberg  è un'area urbana della Svezia situata nel comune di Malmö, contea di Scania.